# Alida Pasveer
Alida Pasveer (Groningen, 30 mei 1960) is een Nederlands voormalig langebaan- en marathonschaatsster.

## Record
Op 4 maart 1980 schaatste Pasveer in Groningen de 10.000 meter in 19.48,3. Dit was een wereldrecord op deze officieuze afstand, dat niet werd erkend door de ISU. Het was tevens een record voor buitenbanen en laaglandbanen.

## Marathonkampioen
In februari 1991 werd Pasveer nationaal kampioen marathonschaatsen op natuurijs in Ankeveen. Eerder dat seizoen werd ze marathonkampioene op kunstijs. In 1993 veroverde ze de titel op natuurijs voor de tweede keer. Op 11 februari 1989 won ze de eerste Alternatieve Elfstedentocht op de Weissensee. Op 4 februari 1995 won ze het ONK marathon op natuurijs, dat werd verreden in Oostenrijk op de Plansee bij Reutte,

## NK allround
Pasveer nam elf keer deel aan de NK allround, waarbij ze vier afstandsmedailles won.
| 1984 | 1985 | 1986 | 1987 | 1988 | 1989 | 1990 | 1991 | 1992 | 1993 | 1995 |
| 16e  | 10e  | 11e  | 10e  | 8e   | 7e   | 10e  | 6e   | 11e  | 9e   | 13e  |

## Ploegleider
Sinds 2017 is Pasveer ploegleider van het vrouwenmarathonteam CENNED.